# Variedade (biologia)

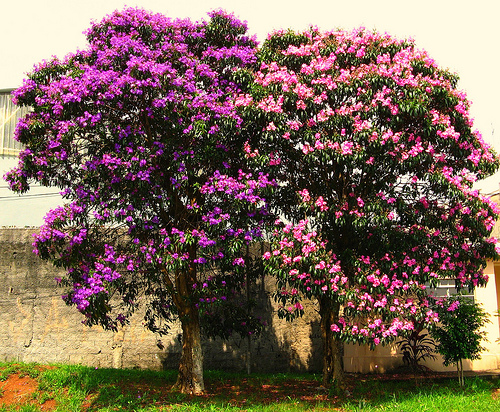
Quaresmeira vulgar, de flores roxas, e uma variedade sua cultivada chamada "Kathleen", de flores rosas

Em taxonomia, variedade é um escalão taxonómico inferior a espécie. Um grupo de organismos vivos pertencentes à mesma variedade apresenta características em comum que o diferencia em um determinado genótipo ou fenótipo de outras variedades da mesma espécie, mas não apresenta diferenças significativas em relação a um outro grupo de organismos com o qual compartilha muitas características e com o qual consegue reproduzir-se livremente.

## Nomenclatura
A atribuição do nome de uma variedade é feita em conformidade com o estabelecido no Código Internacional de Nomenclatura Botânica (mais conhecido pela sua sigla inglesa ICBN).
A variedade é o nome escrito em letras minúsculas, em itálico ou sublinhado, e precedido pela abreviatura "var." Por exemplo: Ximenia americana é a nomenclatura binomial para espécie, enquanto Ximenia americana var. inermis é a variedade sem espinhos. Também no lugar de "var.", pode ser utilizado ssp. (subspécie).